# Habenaria incarnata
Habenaria incarnata là một loài thực vật có hoa trong họ Lan. Loài này được (Lyall ex Lindl.) Rchb.f. mô tả khoa học đầu tiên năm 1865.